# Хендерсон (Илиноис)
Хендерсон (енгл. Henderson) град је у америчкој савезној држави Илиноис.

## Демографија
По попису из 2010. године број становника је 255, што је 64 (-20,1%) становника мање него 2000. године.
| Група             | 2000.       | 2010.       |
| Белци             | 309 (96,9%) | 247 (96,9%) |
| Афроамериканци    | 3 (0,9%)    | 0 (0,0%)    |
| Азијати           | 0 (0,0%)    | 0 (0,0%)    |
| Хиспаноамериканци | 6 (1,9%)    | 7 (2,7%)    |
| Укупно            | 319         | 255         |